# Carl-Gustaf Bruno
Carl-Gustaf Bruno, född den 3 mars 1886 i Varberg, död den 21 november 1976 i Vallentuna församling, Stockholms län, var en svensk jurist och ämbetsman. 
Bruno avlade mogenhetsexamen i Göteborg 1904, filosofie kandidatexamen vid Uppsala universitet 1907 och juris kandidatexamen där 1911. Han genomförde tingstjänstgöring 1911–1913, var tillförordnad domhavande under Göta hovrätt 1913–1914 och tjänstgjorde i Svea hovrätt 1915–1917. Bruno blev extra ordinarie amanuens i justitiedepartementet 1915, amanuens 1917, tillförordnad andre kanslisekreterare 1918 och tillförordnat kansliråd där 1919, andre kanslisekreterare 1920, förste kanslisekreterare i socialdepartementet samma år och i justitiedepartementet 1924, ordinarie kansliråd i Kunglig Majestäts kansli samma år och i justitiedepartementet 1930. Han var tillförordnad expeditionschef där 1940–1947 och ordinarie 1947–1951. Bruno var ledamot 1928–1943 och ordförande 1943–1948 i styrelsen för statens uppfostringsanstalt på Bona samt ledamot och sekreterare i statsdepartementens antagningsnämnd 1929–1951. Han blev riddare av Nordstjärneorden 1926, kommendör av andra klassen av samma orden 1934 och kommendör av första klassen 1942. Bruno tilldelades Illis quorum meruere labores av åttonde storleken 1949. Han vilar på Djursholms begravningsplats.